# 老松町 (臺北市)
老松町為臺灣日治時期臺北市之行政區，共分一～三丁目，位於艋舺八甲町之北，今桂林路、柳州街、昆明街、永福街之一部均在町內。戰後劃入龍山區泰安里，現屬萬華區仁德里、福音里。

## 町內設施
- 老松公學校（三丁目，現老松國小）
- 本門法華宗立正閣（三丁目）